# Université de Daugavpils

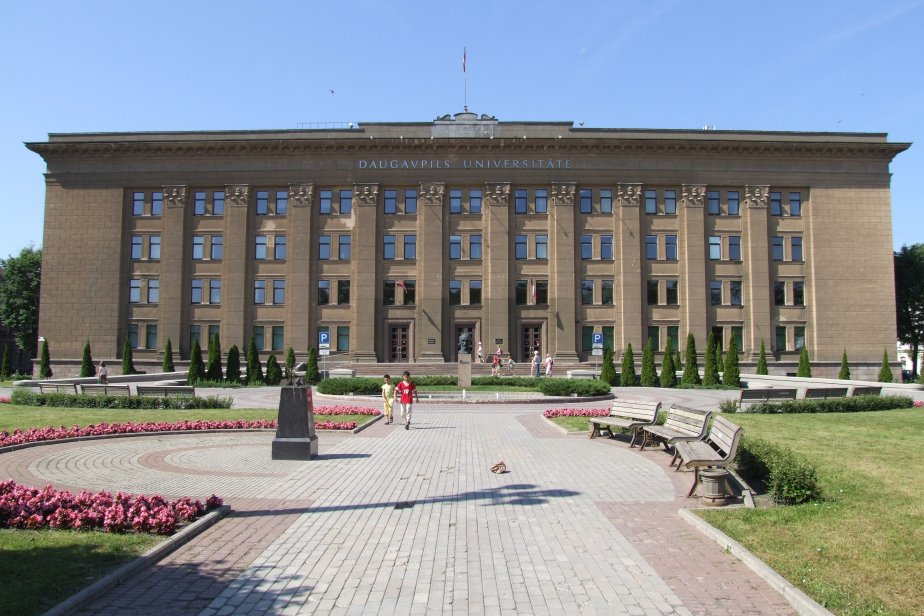
Université de Daugavpils

L’université de Daugavpils (en letton, Daugavpils Universitāte) est une université publique lettonne, située à Daugavpils. Elle est la seconde université de Lettonie[réf. souhaitée]. 

## Historique
Fondée en 1921, comme une école normale, elle a été rebaptisée « Institut normal d'État de Daugavpils » en 1923. Elle a acquis un statut universitaire en 1993 et a été renommée « université de Daugavpils » le 13 octobre 2001.

## Composition
Elle comprend plus de 6 100 étudiants et 5 facultés  :
- Faculté des sciences naturelles et mathématiques
- Faculté des lettres
- Faculté de l'éducation et de la gestion
- Faculté de musique et des arts
- Faculté des sciences sociales